# Louvroil

Louvroil este o comună în departamentul Nord, Franța. În 1 ianuarie 2022 avea o populație de 6.334 de locuitori.